# Grafite
La grafite è un minerale costituito da carbonio. Si tratta di una forma allotropica del carbonio costituita da numerosi fogli di grafene impilati su se stessi. La grafite è la più stabile forma del carbonio presente in natura in condizioni standard. Attraverso la grafitazione si può ottenere grafite artificialmente.
Siccome la grafite è un ottimo conduttore elettrico, ha un'alta conducibilità termica, ha un'elevata temperatura di fusione, è tenera e si sfalda facilmente, è largamente impiegata dall'uomo con un consumo di circa 300 mila tonnellate/anno.

## Storia
La grafite è conosciuta fin dalla più remota antichità. Nel IV millennio a.C. veniva utilizzata come colorante nero in una vernice per decorare la ceramica.
Nel XVIII secolo venne chiamata "plumbago", "molibdaena" o "piombo nero" con riferimento al piombo e al molibdeno, poiché si pensava li contenesse come impurità. In realtà né il piombo, né il molibdeno sono presenti nella sua composizione chimica. È detta anche "mica dei pittori" per il suo aspetto lamellare e per la caratteristica di lasciare tracce su carta. Il nome "grafite" deriva dal greco γράφω (grafo) che significa "io scrivo".

## Caratteristiche chimico-fisiche
Dal punto di vista strutturale, gli atomi di carbonio formano un reticolo esagonale a strati, con legami σ e legami π all'interno di ogni strato, mentre diversi strati sono tenuti insieme tra di loro tramite forze di Van der Waals. Questo minerale si forma alla temperatura di 1.200 °C (si hanno diamanti invece per temperature comprese fra i 900 °C ed i 1.200 °C e pressione di circa 50.000 bar), ha la più alta temperatura di fusione (3.500 °C) e conduce bene l'elettricità.

### Morfologia
La grafite si trova in cristalli lamellari. Masse fogliacee o laminette sparse di colore nero opaco, talora a contorni esagonali e con fitte striature.

## Origini naturali

### Sulla Terra
La grafite ha origine metamorfica, ossia si genera a seguito di un processo detto grafitizzazione che trasforma i resti biologici carboniosi in minerali. Si tratta dello stesso processo che produce in condizioni differenti sia il carbone, che il diamante. La formazione della grafite avviene dopo che i sedimenti subiscono per un lunghissimo periodo di tempo, pressioni e temperature altissime (tra i 1500 e i 3000 °C).
Grandi depositi di grafite si trovano in Cina, Messico, Canada, Brasile, Madagascar, Sri Lanka, Russia, Corea del Sud, Romania, Slovacchia, Repubblica Ceca e Stati Uniti d'America. In Italia le miniere più importanti sono in Val Chisone (Piemonte), in Val Bormida (Liguria) e in Calabria.

### Nell'universo
Atomi come il carbonio si formano nelle supernove, infatti alcuni grani microscopici di grafite hanno composizioni isotopiche distintive, indicando che si sono formati prima del Sistema Solare. Assieme alla grafite ci sono circa 12 tipi di minerali che sono più antichi del Sistema Solare e vengono rilevati nelle nubi molecolari. La grafite può essere il secondo o il terzo minerale più antico dell'Universo.
Nei meteoriti, la grafite si presenta con troilite e minerali di silicato. Piccoli cristalli di grafite nel ferro meteoritico sono chiamati cliftonite.

## Utilizzi
La grafite viene utilizzata per produrre matite, materiale refrattario, lubrificanti, coloranti, spazzole per macchine elettriche rotanti ed elettrodi per l'elettroerosione.
Veniva usata anche come moderatore di neutroni nei reattori nucleari RBMK, nei quali la si poteva trovare sotto forma di mattoni nei canali del nòcciolo e nella punta delle barre di controllo (composte per lo più da boro, adatto ad assorbire i neutroni emessi dalle barre di combustibile, che è generalmente Uranio-235).
Fogli bidimensionali di grafite chiamati grafene sono stati utilizzati per realizzare i più piccoli transistor prodotti al mondo. Alcuni ricercatori ritengono che in un prossimo futuro potrebbero sostituire il silicio, come base per lo sviluppo di transistor.